# Agrotis senta
Agrotis senta là một loài bướm đêm trong họ Noctuidae.